# Serreslous-et-Arribans
Serreslous-et-Arribans is een gemeente in het Franse departement Landes (regio Nouvelle-Aquitaine) en telt 182 inwoners (1999). De plaats maakt deel uit van het arrondissement Mont-de-Marsan.

## Geografie
De oppervlakte van Serreslous-et-Arribans bedraagt 5,5 km², de bevolkingsdichtheid is 33,1 inwoners per km².
De onderstaande kaart toont de ligging van Serreslous-et-Arribans met de belangrijkste infrastructuur en aangrenzende gemeenten.

## Demografie
Onderstaande figuur toont het verloop van het inwonertal (bron: INSEE-tellingen).